# 弘前東高等学校
弘前東高等学校（ひろさきひがしこうとうがっこう）は、青森県弘前市にある私立工業高等学校。

## 沿革および名前の変遷
- 1957年4月 - 弘前高等電波学校開校。
- 1969年4月 - 弘前電波工業高校（電子科）設置。
- 1976年1月 - 電子科実習室棟新築（鉄骨造3階建）。
- 1981年4月 - 自動車科設置。
- 1981年6月 - 自動車整備実習棟新築（車検場）。
- 1982年8月 - 自動車科実習棟増築（鉄骨造3階建）。
- 1982年8月 - 弘前東工業高等学校に校名変更。スーツタイプの制服制定。情報科設置。パソコンFM-16βを25台設置。
- 1983年8月 - 自動車整備実習棟増築（塗装室）。
- 1984年6月 - 普通校舎増築。
- 1987年2月 - 情報実習管理棟新築（鉄骨造3階建）。
- 1987年4月 - 男女共学となる。パソコンFM16-βを25台増設。（実習室内LAN、CAIシステム）
- 1989年4月 - 情報実習管理棟増築。
- 1990年8月 - 校舎建設用地取得。
- 1990年9月 - パソコンFMR-50を25台設置。
- 1992年3月 - 新校舎竣工（鉄筋コンクリート6階建）。
- 1992年10月 - 創立35周年記念式典挙行。
- 1995年10月 - LAN教育システム導入（パソコン70台接続、OSはWindows）。
- 1998年3月 - 体育館全面改修ステージ増築。
- 1998年5月 - LAN教育システム増設。
- 2005年 - 弘前東高等学校に校名変更。普通科設置。

## 新校舎
- 1階:生徒会館・運転性能実習室2室。
- 2階:ネットワーク実習室・書庫・生徒ロッカー室・食堂。
- 3 - 5階:各階普通教室6室。
- 6階:エレベーター機械室。
- その他:11名定員のエレベーター1台。

## 交通機関
- 弘南バス東高校前バス停。正門からすぐの場所に位置。
  - 川先線・小比内線 
    - 弘前駅（中央口）線 （下土手町経由）
    - さくら野弘前店線
- 弘南鉄道弘南線弘前東高前駅。徒歩で数分の場所に位置。

駅名も、高校の改名のため東工業高前駅から弘前東高前駅に改称。

## 著名な卒業生
弘前電波工業高校時に卒業。
- クラッシャー三浦（元プロボクサー。在学中はボクシング部所属）
- 山上進（津軽三味線奏者）

弘前東工業高等学校時に卒業、在籍。
- 鉄板■魔太郎（お笑い芸人）
- 桂歌若（落語家）

弘前東高等学校時に卒業、在籍。
- 相馬竹伸（競輪選手・97期/2022年末引退）
- 小田桐咲也(俳優、アイドル)

## その他
- 最寄のJRの駅はないが、奥羽本線沿線上に位置する。